# Wahlkreis Varese (Camera dei deputati)
Der Wahlkreis Varese war von 1993 bis 2005 und ist seit 2017 wieder ein Wahlkreis (italienisch collegio elettorale) für die Wahl der Abgeordnetenkammer.

## Von 1993 bis 2005

### Wahlkreisgebiet
Der Wahlkreis umfasste 8 Gemeinden: Arcisate, Buguggiate, Cantello, Casciago, Gazzada Schianno, Induno Olona, Lozza und Varese.

### Wahlergebnisse

#### Parlamentswahl 1994

##### Direktstimmen
| Kandidaten               | Kandidaten            | Parteien                                 | Stimmen | %    |
| ------------------------ | --------------------- | ---------------------------------------- | ------- | ---- |
|                          | Roberto Maronigewählt | Polo delle Libertà (FI – LN – CCD – UdC) | 53.640  | 61,4 |
|                          | Angelo Guerraggio     | Progressisti                             | 16.221  | 18,6 |
|                          | Pier Maria Morresi    | Patto per l’Italia                       | 11.507  | 13,2 |
|                          | Luigi Federiconi      | Alleanza Nazionale                       | 6.060   | 6,9  |
| Gesamt                   | Gesamt                | Gesamt                                   | 87.428  | 100  |
|                          |                       |                                          |         |      |
| Ungültige Stimmen        | Ungültige Stimmen     | Ungültige Stimmen                        | 4.087   | 4,5  |
| Wähler                   | Wähler                | Wähler                                   | 91.515  | 89,8 |
| Wahlberechtigte          | Wahlberechtigte       | Wahlberechtigte                          | 101.926 |      |
|                          |                       |                                          |         |      |
| Quelle: Innenministerium |                       |                                          |         |      |

##### Listenstimmen
| Parteien                             | Parteien             | Parteien                           | Stimmen | %    |
| ------------------------------------ | -------------------- | ---------------------------------- | ------- | ---- |
|                                      | Polo delle Libertà   | Lega Nord                          | 28.183  | 31,8 |
| Forza Italia                         | Polo delle Libertà   | 20.168                             | 22,8    |      |
| ↳ Gesamt                             | Polo delle Libertà   | 48.351                             | 54,6    |      |
|                                      | Progressisti         | Partito Democratico della Sinistra | 8.515   | 9,6  |
| Partito della Rifondazione Comunista | Progressisti         | 3.161                              | 3,6     |      |
| Federazione dei Verdi                | Progressisti         | 2.500                              | 2,8     |      |
| La Rete                              | Progressisti         | 1.945                              | 2,2     |      |
| Partito Socialista Italiano          | Progressisti         | 856                                | 1,0     |      |
| ↳ Gesamt                             | Progressisti         | 16.977                             | 19,2    |      |
|                                      | Patto per l’Italia   | Partito Popolare Italiano          | 8.641   | 9,8  |
| Patto Segni                          | Patto per l’Italia   | 4.381                              | 4,9     |      |
| ↳ Gesamt                             | Patto per l’Italia   | 13.022                             | 14,7    |      |
|                                      | Alleanza Nazionale   | Alleanza Nazionale                 | 5.234   | 5,9  |
|                                      | Lista Marco Pannella | Lista Marco Pannella               | 3.388   | 3,8  |
|                                      | Lega Alpina Lumbarda | Lega Alpina Lumbarda               | 1.633   | 1,8  |
| Gesamt                               | Gesamt               | Gesamt                             | 88.605  | 100  |
|                                      |                      |                                    |         |      |
| Ungültige Stimmen                    | Ungültige Stimmen    | Ungültige Stimmen                  | 2.910   | 3,2  |
| Wähler                               | Wähler               | Wähler                             | 91.515  | 89,8 |
| Wahlberechtigte                      | Wahlberechtigte      | Wahlberechtigte                    | 101.926 |      |
|                                      |                      |                                    |         |      |
| Quelle: Innenministerium             |                      |                                    |         |      |

#### Parlamentswahl 1996

##### Direktstimmen
| Kandidaten               | Kandidaten             | Parteien            | Stimmen | %    |
| ------------------------ | ---------------------- | ------------------- | ------- | ---- |
|                          | Irene Pivettigewählt   | Lega Nord           | 29.213  | 34,6 |
|                          | Luigi Zocchi           | Polo per le Libertà | 28.687  | 34,0 |
|                          | Robertino Ghiringhelli | L’Ulivo             | 24.548  | 29,1 |
|                          | Roberto Minidio        | Fiamma Tricolore    | 2.034   | 2,4  |
| Gesamt                   | Gesamt                 | Gesamt              | 84.482  | 100  |
|                          |                        |                     |         |      |
| Ungültige Stimmen        | Ungültige Stimmen      | Ungültige Stimmen   | 4.451   | 5,0  |
| Wähler                   | Wähler                 | Wähler              | 88.933  | 86,9 |
| Wahlberechtigte          | Wahlberechtigte        | Wahlberechtigte     | 102.303 |      |
|                          |                        |                     |         |      |
| Quelle: Innenministerium |                        |                     |         |      |

##### Listenstimmen
| Parteien                                          | Parteien                             | Parteien                             | Stimmen | %    |
| ------------------------------------------------- | ------------------------------------ | ------------------------------------ | ------- | ---- |
|                                                   | Polo per le Libertà                  | Forza Italia                         | 18.292  | 21,6 |
| Alleanza Nazionale                                | Polo per le Libertà                  | 7.815                                | 9,2     |      |
| CCD – CDU                                         | Polo per le Libertà                  | 4.379                                | 5,2     |      |
| ↳ Gesamt                                          | Polo per le Libertà                  | 30.486                               | 35,9    |      |
|                                                   | Lega Nord                            | Lega Nord                            | 26.764  | 31,6 |
|                                                   | L’Ulivo                              | Partito Democratico della Sinistra   | 9.328   | 11,0 |
| Popolari per Prodi (PPI – SVP – PRI – UD – Prodi) | L’Ulivo                              | 5.042                                | 5,9     |      |
| Rinnovamento Italiano                             | L’Ulivo                              | 3.628                                | 4,3     |      |
| Federazione dei Verdi                             | L’Ulivo                              | 2.492                                | 2,9     |      |
| ↳ Gesamt                                          | L’Ulivo                              | 20.490                               | 24,2    |      |
|                                                   | Partito della Rifondazione Comunista | Partito della Rifondazione Comunista | 4.343   | 5,1  |
|                                                   | Lista Pannella – Sgarbi              | Lista Pannella – Sgarbi              | 1.991   | 2,3  |
|                                                   | Fiamma Tricolore                     | Fiamma Tricolore                     | 754     | 0,9  |
| Gesamt                                            | Gesamt                               | Gesamt                               | 84.828  | 100  |
|                                                   |                                      |                                      |         |      |
| Ungültige Stimmen                                 | Ungültige Stimmen                    | Ungültige Stimmen                    | 4.106   | 4,6  |
| Wähler                                            | Wähler                               | Wähler                               | 88.934  | 86,9 |
| Wahlberechtigte                                   | Wahlberechtigte                      | Wahlberechtigte                      | 102.303 |      |
|                                                   |                                      |                                      |         |      |
| Quelle: Innenministerium                          |                                      |                                      |         |      |

#### Parlamentswahl 2001

##### Direktstimmen
| Kandidaten               | Kandidaten            | Parteien           | Stimmen | %    |
| ------------------------ | --------------------- | ------------------ | ------- | ---- |
|                          | Roberto Maronigewählt | Casa delle Libertà | 45.905  | 57,8 |
|                          | Lorenzo Carabelli     | L’Ulivo            | 28.853  | 36,3 |
|                          | Remigio Benelli       | Lista Di Pietro    | 4.721   | 5,9  |
| Gesamt                   | Gesamt                | Gesamt             | 79.479  | 100  |
|                          |                       |                    |         |      |
| Ungültige Stimmen        | Ungültige Stimmen     | Ungültige Stimmen  | 5.420   | 6,4  |
| Wähler                   | Wähler                | Wähler             | 84.899  | 84,0 |
| Wahlberechtigte          | Wahlberechtigte       | Wahlberechtigte    | 101.025 |      |
|                          |                       |                    |         |      |
| Quelle: Innenministerium |                       |                    |         |      |

##### Listenstimmen
| Parteien                       | Parteien                             | Parteien                               | Stimmen | %    |
| ------------------------------ | ------------------------------------ | -------------------------------------- | ------- | ---- |
|                                | Casa delle Libertà                   | Forza Italia                           | 25.514  | 31,7 |
| Lega Nord                      | Casa delle Libertà                   | 13.684                                 | 17,0    |      |
| Alleanza Nazionale             | Casa delle Libertà                   | 6.253                                  | 7,8     |      |
| CCD – CDU                      | Casa delle Libertà                   | 1.564                                  | 1,9     |      |
| Nuovo PSI                      | Casa delle Libertà                   | 393                                    | 0,5     |      |
| ↳ Gesamt                       | Casa delle Libertà                   | 47.408                                 | 58,8    |      |
|                                | L’Ulivo                              | La Margherita (Dem – PPI – RI – Udeur) | 12.954  | 16,1 |
| Democratici di Sinistra        | L’Ulivo                              | 6.243                                  | 7,7     |      |
| Il Girasole (FdV – SDI)        | L’Ulivo                              | 1.387                                  | 1,7     |      |
| Partito dei Comunisti Italiani | L’Ulivo                              | 982                                    | 1,2     |      |
| ↳ Gesamt                       | L’Ulivo                              | 21.566                                 | 26,8    |      |
|                                | Lista Di Pietro                      | Lista Di Pietro                        | 3.287   | 4,1  |
|                                | Partito della Rifondazione Comunista | Partito della Rifondazione Comunista   | 2.994   | 3,7  |
|                                | Lista Emma Bonino                    | Lista Emma Bonino                      | 2.514   | 3,1  |
|                                | Partito Pensionati                   | Partito Pensionati                     | 1.074   | 1,3  |
|                                | Democrazia Europea                   | Democrazia Europea                     | 1.005   | 1,2  |
|                                | Fiamma Tricolore                     | Fiamma Tricolore                       | 561     | 0,7  |
|                                | Basta! – I Liberaldemocratici        | Basta! – I Liberaldemocratici          | 135     | 0,2  |
|                                | Abolizione Scorporo                  | Abolizione Scorporo                    | 29      | 0,0  |
| Gesamt                         | Gesamt                               | Gesamt                                 | 80.573  | 100  |
|                                |                                      |                                        |         |      |
| Ungültige Stimmen              | Ungültige Stimmen                    | Ungültige Stimmen                      | 4.329   | 5,1  |
| Wähler                         | Wähler                               | Wähler                                 | 84.902  | 84,0 |
| Wahlberechtigte                | Wahlberechtigte                      | Wahlberechtigte                        | 101.025 |      |
|                                |                                      |                                        |         |      |
| Quelle: Innenministerium       |                                      |                                        |         |      |

## Von 2017 bis 2020

### Wahlkreisgebiet
Der Wahlkreis umfasste Gemeinden: 

### Wahlergebnisse

#### Parlamentswahl 2018
| Kandidaten               | Kandidaten                | Stimmen | %    | Listen                                      | Stimmen | %    |
| ------------------------ | ------------------------- | ------- | ---- | ------------------------------------------- | ------- | ---- |
|                          | Giuseppina Versacegewählt | 70.186  | 48,9 | Lega                                        | 41.013  | 28,6 |
| Forza Italia             | Giuseppina Versacegewählt | 70.186  | 48,9 | 21.135                                      | 14,7    |      |
| Fratelli d’Italia        | Giuseppina Versacegewählt | 70.186  | 48,9 | 5.596                                       | 3,9     |      |
| Noi con l’Italia – UDC   | Giuseppina Versacegewählt | 70.186  | 48,9 | 2.442                                       | 1,7     |      |
|                          | Vincenzo Salvatore        | 32.894  | 22,9 | Partito Democratico                         | 27.496  | 19,2 |
| +Europa                  | Vincenzo Salvatore        | 32.894  | 22,9 | 4.331                                       | 3,0     |      |
| Italia Europa Insieme    | Vincenzo Salvatore        | 32.894  | 22,9 | 540                                         | 0,4     |      |
| Civica Popolare          | Vincenzo Salvatore        | 32.894  | 22,9 | 527                                         | 0,4     |      |
|                          | Valentina Li Causi        | 31.099  | 21,7 | Movimento 5 Stelle                          | 31.099  | 21,7 |
|                          | Davide Feleppa            | 3.429   | 2,4  | Liberi e Uguali                             | 3.429   | 2,4  |
|                          | Anna Saraceno             | 2.006   | 1,4  | CasaPound Italia                            | 2.006   | 1,4  |
|                          | Gianfranco Amato          | 1.223   | 0,9  | Il Popolo della Famiglia                    | 1.223   | 0,9  |
|                          | Daniele Bompan            | 727     | 0,5  | Potere al Popolo!                           | 727     | 0,5  |
|                          | Maurizio Bernasconi       | 559     | 0,4  | Grande Nord                                 | 559     | 0,4  |
|                          | Davide Longo              | 414     | 0,3  | Per una Sinistra Rivoluzionaria (SCR – PCL) | 414     | 0,3  |
|                          | Alessandro Ceccoli        | 329     | 0,2  | 10 Volte Meglio                             | 329     | 0,2  |
|                          | Giustino Massaro          | 297     | 0,2  | Partito Valore Umano                        | 297     | 0,2  |
|                          | Sonia Demonti             | 120     | 0,1  | Partito Repubblicano Italiano – ALA         | 120     | 0,1  |
|                          | Denis Riva                | 110     | 0,1  | Blocco Nazionale per le Libertà             | 110     | 0,1  |
| Gesamt                   | Gesamt                    | 143.393 | 100  |                                             | 143.393 | 100  |
|                          |                           |         |      |                                             |         |      |
| Ungültige Stimmen        | Ungültige Stimmen         | 4.790   | 3,2  |                                             |         |      |
| Wähler                   | Wähler                    | 148.183 | 73,6 |                                             |         |      |
| Wahlberechtigte          | Wahlberechtigte           | 201.442 |      |                                             |         |      |
|                          |                           |         |      |                                             |         |      |
| Quelle: Innenministerium |                           |         |      |                                             |         |      |

## Seit 2020

### Wahlkreisgebiet
| Wahlkreise – Camera dei deputati – Lombardei | Wahlkreise – Camera dei deputati – Lombardei | Wahlkreise – Camera dei deputati – Lombardei |
| Provinz                                      | Provinz                                      | Gemeinden nach Provinzen ⮞ Wahlkreis |
| -------------------------------------------- | -------------------------------------------- | --- |
|                                              | Metropolitanstadt Mailand (133 Gemeinden)    | ↳ Lombardei 1: Teil Mailands ⮞ Wahlkreis Mailand – Bande Nere Teil Mailands ⮞ Wahlkreis Mailand – Buenos Aires – Venezia Teil Mailands ⮞ Wahlkreis Mailand – Loreto 40 ⮞ Wahlkreis Rozzano 31 ⮞ Wahlkreis Legnano 33 ⮞ Wahlkreis Cologno Monzese 17 ⮞ Wahlkreis Sesto San Giovanni ↳ Lombardei 4: 11 ⮞ Wahlkreis Lodi |
|                                              | Provinz Bergamo (243 Gemeinden)              | ↳ Lombardei 2: 36 ⮞ Wahlkreis Lecco ↳ Lombardei 3: 117 ⮞ Wahlkreis Bergamo 90 ⮞ Wahlkreis Treviglio |
|                                              | Provinz Brescia (205 Gemeinden)              | ↳ Lombardei 3: 37 ⮞ Wahlkreis Brescia 46 ⮞ Wahlkreis Desenzano del Garda 112 ⮞ Wahlkreis Lumezzane ↳ Lombardei 4: 10 ⮞ Wahlkreis Cremona |
|                                              | Provinz Como (148 Gemeinden)                 | 66 ⮞ Wahlkreis Como 82 ⮞ Wahlkreis Sondrio |
|                                              | Provinz Cremona (113 Gemeinden)              | alle ⮞ Wahlkreis Cremona |
|                                              | Provinz Lecco (84 Gemeinden)                 | alle ⮞ Wahlkreis Lecco |
|                                              | Provinz Lodi (60 Gemeinden)                  | alle ⮞ Wahlkreis Lodi |
|                                              | Provinz Mantua (64 Gemeinden)                | alle ⮞ Wahlkreis Mantua |
|                                              | Provinz Monza und Brianza (55 Gemeinden)     | 30 ⮞ Wahlkreis Monza 25 ⮞ Wahlkreis Seregno |
|                                              | Provinz Pavia (186 Gemeinden)                | 157 ⮞ Wahlkreis Pavia 29 ⮞ Wahlkreis Lodi |
|                                              | Provinz Sondrio (77 Gemeinden)               | alle ⮞ Wahlkreis Sondrio |
|                                              | Provinz Varese (138 Gemeinden)               | 101 ⮞ Wahlkreis Varese 37 ⮞ Wahlkreis Busto Arsizio |

Der Wahlkreis umfasst 101 Gemeinden der Provinz Varese.

### Wahlergebnisse

#### Parlamentswahl 2022
| Kandidaten                          | Kandidaten              | Stimmen | %    | Listen                                                  | Stimmen | %    |
| ----------------------------------- | ----------------------- | ------- | ---- | ------------------------------------------------------- | ------- | ---- |
|                                     | Andrea Pellicinigewählt | 110.814 | 54,0 | Fratelli d’Italia                                       | 61.114  | 29,8 |
| Lega per Salvini Premier            | Andrea Pellicinigewählt | 110.814 | 54,0 | 30.801                                                  | 15,0    |      |
| Forza Italia                        | Andrea Pellicinigewählt | 110.814 | 54,0 | 16.166                                                  | 7,9     |      |
| Noi Moderati                        | Andrea Pellicinigewählt | 110.814 | 54,0 | 2.733                                                   | 1,3     |      |
|                                     | Matteo Capriolo         | 48.406  | 23,6 | Partito Democratico – Italia Democratica e Progressista | 33.141  | 16,1 |
| +Europa                             | Matteo Capriolo         | 48.406  | 23,6 | 7.259                                                   | 3,5     |      |
| Alleanza Verdi e Sinistra           | Matteo Capriolo         | 48.406  | 23,6 | 7.051                                                   | 3,4     |      |
| Impegno Civico – Centro Democratico | Matteo Capriolo         | 48.406  | 23,6 | 955                                                     | 0,5     |      |
|                                     | Guido Bonoldi           | 19.846  | 9,7  | Azione – Italia Viva                                    | 19.846  | 9,7  |
|                                     | Antonio Ferrara         | 15.136  | 7,4  | Movimento 5 Stelle                                      | 15.136  | 7,4  |
|                                     | Orietta Chiaravalli     | 4.649   | 2,3  | Italexit per l’Italia                                   | 4.649   | 2,3  |
|                                     | Giampiero Marano        | 2.529   | 1,2  | Italia Sovrana e Popolare                               | 2.529   | 1,2  |
|                                     | Giuseppe Musolino       | 1.809   | 0,9  | Unione Popolare                                         | 1.809   | 0,9  |
|                                     | Phoebe Raye Carrara     | 1.656   | 0,8  | Vita                                                    | 1.656   | 0,8  |
|                                     | Jacopo Gervasini        | 375     | 0,2  | Noi di Centro – Europeisti                              | 375     | 0,2  |
| Gesamt                              | Gesamt                  | 205.220 | 100  |                                                         | 205.220 | 100  |
|                                     |                         |         |      |                                                         |         |      |
| Ungültige Stimmen                   | Ungültige Stimmen       | 8.719   | 4,1  |                                                         |         |      |
| Wähler                              | Wähler                  | 213.939 | 66,5 |                                                         |         |      |
| Wahlberechtigte                     | Wahlberechtigte         | 321.600 |      |                                                         |         |      |
|                                     |                         |         |      |                                                         |         |      |
| Quelle: Innenministerium            |                         |         |      |                                                         |         |      |